# Golija (priimek)
Golija je priimek v Sloveniji, ki ga je po podatkih Statističnega urada Republike Slovenije na dan 1. januarja 2010 uporabljalo 25 oseb in je med vsemi priimki po pogostosti uporabe uvrščen na 11.506. mesto.

## Znani nosilci priimka
- Bojan Golija (1932—2014), grafik in likovni pedagog
- Darko Golija (*1965), kipar, likovni pedagog
- Franc Golija (1938—2017), obrtnik, podjetnik in politik
- Klementina Golija (*1966), slikarka, grafičarka, oblikovalka
- Maja Godina Golija (*1960), etnologinja